# اریمجان (شهرستان نوکند)
اریمجان (به لاتین: Arimjan) یک منطقهٔ مسکونی در قرقیزستان است که در شهرستان نوکند واقع شده‌است. اریمجان ۲٬۱۲۴ نفر جمعیت دارد و ۵۸۶ متر بالاتر از سطح دریا واقع شده‌است.